# Hasanboy Doʻsmatov
Hasanboy Marfjon Ugli Doʻsmatov (* 24. Juni 1993 in Andijon) ist ein usbekischer Boxer. Er ist unter anderem Olympiasieger von 2016 im Halbfliegengewicht und 2024 im Fliegengewicht, sowie Weltmeister von 2023 im Fliegengewicht. Darüber hinaus ist er unter anderem Asienspielesieger und dreifacher Asienmeister.
Doʻsmatov wurde 2016 als bester Boxer der olympischen Spiele, sowie als weltbester Amateurboxer des Jahres ausgezeichnet. Weiters wurde er für seine Olympiasiege jeweils zu Usbekistans Sportler des Jahres gewählt.
Am 14. April 2024 gewann er den ersten IBA-Profiweltmeistertitel im Fliegengewicht.

## Werdegang

### Amateurkarriere
Doʻsmatov begann mit dem Boxsport im Alter von elf Jahren in Andijon. 2011 gewann er die nationale Jugendmeisterschaft und wurde daraufhin Mitglied der usbekischen A-Nationalmannschaft, wobei er 2012 erstmals den usbekischen Meistertitel bei den Erwachsenen gewinnen konnte. Sein erster international bedeutender Erfolg war der Gewinn der Sommer-Universiade 2013 in Kasan durch einen Finalsieg gegen Kim In-kyu. Bei der Weltmeisterschaft 2013 in Almaty verlor er im Achtelfinale gegen Birschan Schaqypow und bei den Asienspielen 2014 in Incheon im Viertelfinale mit 1:2 gegen Mark Barriga. Er wurde für 2014/15 in die Mannschaft Ukraine Otamans eingeladen, welche in der World Series of Boxing an den Start ging. Doʻsmatov gewann dabei jeden seiner acht Kämpfe, darunter gegen Dawid Airapetjan, Joselito Velásquez, Joahnys Argilagos sowie Belik Galanow.
2015 gewann er mit Siegen gegen Temirtas Schüssipow, Tomoya Tsuboi, Devendro Singh und Rogen Ladon noch die Asienmeisterschaften in Bangkok und nahm an den Weltmeisterschaften in Doha teil, wo er mit 1:2 gegen Rüfət Hüseynov ausschied. Zudem gewann er 2015 mit einem Finalsieg gegen Patrick Lourenço das vorolympische Testturnier in Rio de Janeiro, sowie 2016 mit einem Finalsieg gegen Rogen Ladon das asiatische Olympia-Qualifikationsturnier in Qian’an. Bei den Olympischen Spielen 2016 setzte er sich dann jeweils einstimmig gegen Joselito Velásquez, Birschan Schaqypow, Nico Hernández sowie Yuberjen Martínez durch und wurde damit der erst zweite usbekische Box-Olympiasieger nach Muhammadqodir Abdullayev, der bei den Spielen 2000 Gold im Halbweltergewicht gewonnen hatte. Zudem gewannen 2016 auch noch die usbekischen Boxer Shahobiddin Zoirov und Fazliddin Gʻoibnazarov die Titel im Fliegen- und Halbweltergewicht. Doʻsmatov wurde darüber hinaus mit dem Val-Barker-Pokal als bester Boxer der Olympischen Spiele ausgezeichnet. Für seine Erfolge wurde er anschließend zum AIBA Boxer des Jahres und zu Usbekistans Sportler des Jahres gewählt.
2017 gewann er mit einem Finalsieg gegen Gankhuyagiin Gan-Erdene erneut die Asienmeisterschaft in Taschkent und nahm an der Weltmeisterschaft desselben Jahres in Hamburg teil, wo er erst im Finalkampf knapp mit 2:3 gegen Joahnys Argilagos unterlag. Zuvor hatte er unter anderem Yuberjen Martínez und Amit Panghal bezwungen. Bei den Asienspielen 2018 in Jakarta verlor er diesmal im Finale mit 2:3 gegen Amit Panghal und verlor gegen diesen auch bei der Asienmeisterschaft 2019 in Bangkok. Bei der Weltmeisterschaft 2021 in Belgrad verlor er in der Vorrunde gegen Säken Bibossynow, bezwang diesen jedoch im Finale der Asienmeisterschaft 2022 in Amman, womit er seinen bereits dritten kontinentalen Meistertitel gewann. 2023 gewann er dann auch die Asienspiele in Hangzhou, wobei ihm unter anderem Siege gegen Säken Bibossynow, Tomoya Tsuboi und Thitisan Panmod gelangen.
Bei der Weltmeisterschaft 2023 in Taschkent schlug er unter anderem Tomoya Tsuboi, Martín Molina sowie Billal Bennama und wurde Weltmeister, zudem gewann er 2024 bei den Olympischen Spielen in Paris seine zweite olympische Goldmedaille; er siegte dabei jeweils gegen Juan López, Säken Bibossynow, David de Pina und Billal Bennama. Der Trainer von Doʻsmatov, Tulkin Kilichev, hatte kurz nach dessen Finalsieg einen Herzstillstand erlitten, wobei er von zwei Angehörigen des britischen Olympiateams wiederbelebt werden konnte. Für seinen Olympiasieg wurde Doʻsmatov erneut zu Usbekistans Sportler des Jahres gewählt.

### IBA Pro
Bei der vom Amateurverband IBA unter Profibedingungen veranstalteten Champions’ Night in Taschkent gewann er am 14. April 2024 mit einem einstimmigen Punktsieg gegen Samuel Carmona den ersten IBA-Profiweltmeistertitel im Fliegengewicht. Seinen ersten Kampf in dem Format hatte er am 15. Juli 2023 in Phuket gegen Martín Molina gewonnen.

### Profikarriere
Sein Profidebüt bestritt er am 16. November 2019 für den russischen Promoter World of Boxing im mexikanischen San Miguel de Allende und gewann durch TKO in der zweiten Runde gegen Jesús Cervantes. Sein Trainer für den Kampf war Wadim Kornilow. Seinen zweiten Profikampf absolvierte er mehr als ein Jahr später bei einer Veranstaltung des russischen Promoters Shamo Boxing am 24. Dezember 2020 in Moskau, wobei er durch TKO in Runde 1 gegen Odiljon Sotkinow gewann. Seinen nächsten Kampf, bei dem er Muhsin Kizota durch TKO in Runde 2 besiegte und der auf DAZN übertragen wurde, bestritt er am 3. April 2021 in Taschkent. Durch den Sieg wurde er WBA International Champion im Halbfliegengewicht. Den Titel verteidigte er bei einer Veranstaltung von Matchroom am 17. Dezember 2021 in Taschkent durch TKO in der vierten Runde gegen José Rivas.
Nach einem weiteren Sieg durch TKO in Runde 3 gegen Moisés Caro am 21. Mai 2022 in Mexicali, bezwang er in seinem nächsten und bislang letzten Profikampf am 6. November 2023 in Krasnaja Poljana mit Siphamandla Baleni erstmals einen Top-10-Boxer der großen Verbände IBF, WBC und WBO einstimmig nach Punkten.